# Чабан (село)
Чаба́н — село в Україні, у Словечанській сільській громаді Коростенського району Житомирської області. Населення становить 118 осіб.

## Історія
У 1906 році село Норинської волості Овруцького повіту Волинської губернії. Відстань від повітового міста 17 верст, від волості 8. Дворів 20, мешканців 123.

## Музей природи
На краю села в оселі Олександра Кобилінського діє заснований ним музей поліської природи просто неба. В цьому музеї зібрані різні породи каменю, зразки рослинного, деревного світу, унікальні експонати поліської природи та побуту.